# Jaroslav Drobný (calciatore)
Jaroslav Drobný (Počátky, 18 ottobre 1979) è un ex calciatore ceco, di ruolo portiere.

## Carriera

### Club

#### L'esperienza in patria
La sua prima squadra è stata la SK Chrudim che militava nella seconda divisione del campionato ceco. Successivamente è stato trasferito alla squadra locale del FC Vítkovice, per poi passare nella stagione successiva nella prima divisione con il Dynamo České Budějovice dove ha trascorso i suoi primi anni da professionista fino al 2002.

#### 2000-2011: Grecia, Inghilterra, Paesi Bassi e Germania
Successivamente è passato nella prima divisione greca in carica alla squadra del Panionios, che lo stesso Drobny ha dichiarato essere stato il periodo più felice della sua carriera.
Nel 2005 è passato alla squadra inglese del Fulham, dopo che la società aveva venduto il precedente portiere Edwin van der Sar, tuttavia appena dopo il suo arrivo Drobný ha subito un infortunio che lo ha tenuto a lungo lontano dal campo di gioco, e dopo essersi rimesso in sesto non è più riuscito a rientrare nella squadra come primo portiere. Per questo motivo per il resto della stagione è stato ceduto in prestito alla squadra olandese del ADO Den Haag.
Dopo l'esperienza in Olanda passa all'Ipswich Town, dove non giocherà mai, e al Bochum in prestito.
Nel 2007 firma un contratto con l'Hertha Berlino, dove giocherà per tre anni, prima di svincolarsi ed accasarsi all'Amburgo nell'estate del 2010. Passa all'Amburgo nel 2010.

#### Nazionale
Debutta in nazionale nel 2009 in un'amichevole contro il Marocco terminata 0-0.
Viene convocato per gli Europei 2012 in Polonia e Ucraina, senza tuttavia scendere in campo in quanto riserva di Petr Čech.
La sua ultima apparizione in nazionale risale al 14 agosto 2013 in un'amichevole pareggiata 1-1 contro l'Ungheria.

## Statistiche

### Cronologia presenze e reti in nazionale
| Cronologia completa delle presenze e delle reti in nazionale ― Rep. Ceca | Cronologia completa delle presenze e delle reti in nazionale ― Rep. Ceca | Cronologia completa delle presenze e delle reti in nazionale ― Rep. Ceca | Cronologia completa delle presenze e delle reti in nazionale ― Rep. Ceca | Cronologia completa delle presenze e delle reti in nazionale ― Rep. Ceca | Cronologia completa delle presenze e delle reti in nazionale ― Rep. Ceca | Cronologia completa delle presenze e delle reti in nazionale ― Rep. Ceca | Cronologia completa delle presenze e delle reti in nazionale ― Rep. Ceca |
| Data                                                                     | Città                                                                    | In casa                                                                  | Risultato                                                                | Ospiti                                                                   | Competizione                                                             | Reti                                                                     | Note                                                                     |
| ------------------------------------------------------------------------ | ------------------------------------------------------------------------ | ------------------------------------------------------------------------ | ------------------------------------------------------------------------ | ------------------------------------------------------------------------ | ------------------------------------------------------------------------ | ------------------------------------------------------------------------ | ------------------------------------------------------------------------ |
| 11-2-2009                                                                | Casablanca                                                               | Marocco                                                                  | 0 – 0                                                                    | Rep. Ceca                                                                | Amichevole                                                               | -                                                                        |                                                                          |
| 15-11-2009                                                               | Abu Dhabi                                                                | Emirati Arabi Uniti                                                      | 3 – 2 dts                                                                | Rep. Ceca                                                                | Amichevole                                                               | -3                                                                       |                                                                          |
| 3-3-2010                                                                 | Glasgow                                                                  | Scozia                                                                   | 1 – 0                                                                    | Rep. Ceca                                                                | Amichevole                                                               | -1                                                                       |                                                                          |
| 11-8-2010                                                                | Liberec                                                                  | Rep. Ceca                                                                | 4 – 1                                                                    | Lettonia                                                                 | Amichevole                                                               | -1                                                                       |                                                                          |
| 6-9-2011                                                                 | Praga                                                                    | Rep. Ceca                                                                | 4 – 0                                                                    | Ucraina                                                                  | Amichevole                                                               | -                                                                        |                                                                          |
| 26-5-2012                                                                | Bad Waltersdorf                                                          | Rep. Ceca                                                                | 2 – 1                                                                    | Israele                                                                  | Amichevole                                                               | -1                                                                       |                                                                          |
| 14-8-2013                                                                | Budapest                                                                 | Ungheria                                                                 | 1 – 1                                                                    | Rep. Ceca                                                                | Amichevole                                                               | -1                                                                       |                                                                          |
| Totale                                                                   |                                                                          | Presenze                                                                 | 7                                                                        |                                                                          | Reti                                                                     | -7                                                                       |                                                                          |